# Wilhelm Ostwald
Wilhelm Friedrich Ostwald (lettiska: Vilhelms Ostvalds), född 2 september 1853 i Riga, guvernementet Livland, Ryssland, död 4 april 1932 i Leipzig, var en balttysk fysiker, kemist, filosof och nobelpristagare, far till Wolfgang Ostwald.

## Biografi
Ostwald blev student vid Dorpats kejserliga universitet 1872, amanuens hos fysikprofessorn där, Arthur Joachim von Öttingen, 1875 och docent 1877. År 1881 blev han professor i kemi vid Polytechnikum i Riga och 1887 professor i fysikalisk kemi i Leipzig. 
Ostwald utmärkte sig redan i Dorpat genom sina undersökningar som präglades av flit och originalitet, särskildt Volumchemische Studien (1878) och Studien zur chemischen Dynamik (1883–1885). Genom Svante Arrhenius fästes hans uppmärksamhet på det nära sambandet mellan syrors ledningsförmåga för elektricitet och deras förmåga att åstadkomma kemiska reaktioner. Hans arbeten riktades en lång tid nära nog uteslutande åt detta håll. Hit hör Elektrochemische Studien (1885–1887), Affinitätsgrössen organischer Säuren (1889) och Die Farbe der Jonen (1892). Nära detta område ligger även hans Studien zur Kontaktelektricität (1887) och andra arbeten angående "droppelektroder". 
Under 1890-talet riktades Ostwalds intresse alltmer mot kunskapsteoretiska och filosofiska frågor. I sin skrift Die Überwindung des wissenschaftlichen Materialismus (1895) hävdade han att atom, molekyl och materia är onödiga metafysiska begrepp. Den mekanistiska naturuppfattningen ville han därför ersätta med en utvidgad termodynamik, som han kallade energetik. 1908 modifierade han dock läran eftersom han hade blivit övertygad om molekylernas existens. 
Ostwald är också känd för sin lärobok Lehrbuch der allgemeinen Chemie (första upplagan 1885–1888; andra upplagan 1891) och tidskriften "Zeitschrift für physikalische Chemie", som han startade 1887, nominellt tillsammans med Jacobus Henricus van 't Hoff. I sin lärobok, som nära nog alldeles saknade föregångare, samlade och bearbetade han kritiskt dåtidens material inom den fysikaliska kemin. 
Tidskriften samlade de förut kringspridda alstren av forskningen på detta fält, och var också omtalad för Ostwalds kritik i tidskriftens referatavdelning. Ostwald hade den stora lyckan att få tidskriften att, från dess första band, föra fram teorierna om utspädda lösningar och den elektrolytiska dissociationen, vilka revolutionerade den fysikaliska kemin. Ostwalds verksamhet fick stor betydelse för de då nya åsikternas snabba utbredning. 1894 stiftade Ostwald "Deutsche elektrochemische Gesellschaft", vars ordförande han var fram till 1898.
År 1901 överraskade Ostwald genom att uppsätta tidskriften "Annalen der Naturphilosophie". 1902 utgav han sina Vorlesungen der Naturphilosophie, som följdes av ett stort antal populärfilosofiska arbeten. Han uppfann också 1904 en metod att oxidera ammoniak till salpetersyra medelst katalys med Ostwald-metoden. Samma år utkom hans Malerbriefe. 
Han föranleddes av alla dessa omständigheter, som ledde honom bort från hans egentliga verksamhet, att 1906 avsäga sig sitt undervisningsarbete i Leipzig, varefter han slog sig ned i Gross-Bothen några mil söder om denna stad. Han var där ytterst produktiv litterärt. Under sin livstid hann han med att skriva 45 böcker, cirka 500 uppsatser och närmare 5 000 recensioner i vitt skilda ämnen, samt redigerade sex stycken tidskrifter.
För sina förtjänster rörande kemins utveckling erhöll han 1909 Nobelpriset i kemi. Han var medlem i ett stort antal vetenskapliga sällskap, bland annat Vetenskapsakademien i Stockholm. Sedan 1911 var han efter Haeckel ledare av tyska Monistenbund, riktat mot de tyska statskyrkorna, och utövade som sådan omfattande propagandistisk verksamhet. Efter 1915 ägnade sig Ostwald främst åt teoretiska och experimentella färgstudier. Dessa färgstudier ledde till ett system för färgers systematisering.
Ostwald hade även geopolitiska intressen. Germanismen har en idémässig pelare i hans tankegods. Han förfäktade idén om ett "baltiskt kejsardöme" bestående av Sverige, Finland, Baltikum, Danmark och Norge, vilket skulle ansluta sig till den tysk-österrikisk-italienska trippelalliansen. På så sätt var han även en föregångare till den baltoskandiska tanken.
Ostwald ägnade arbeten även åt de sköna formernas värld: Die Harmonie der Formen (1922) och Die Welt der Formen (I–IV, 1922–1925; planscher med teckningar samt beskrivande text). 
En del av Ostwalds arbeten har översatts till svenska: "I kemiens förgårdar" (1904–1905, översättning av "Schule der Chemie"), "Energi" (1910), "Personlighet och odödlighet" (1911) och "Uppfinnare och upptäckare" (1912).

## Eftermäle
Asteroiden 11844 Ostwald är uppkallad efter honom.